# Energetic Dubasari
Maillots
Le Fotbal Club Energetic Dubăsari (en russe : Футбольный клуб Энергетик Дубоссары), plus couramment abrégé en Energetic Dubăsari, est un ancien club moldave de football fondé en 1996 et disparu en 2007, et basé dans la ville de Dubăsari, en Transnistrie.

## Historique
- 1996 : Energetic Dubasari